# 보글보글 부대찌개면
보글보글 부대찌개면은 농심에서 파는 라면이다. 부대찌개를 모체로 하여 만든 라면 중에 하나이다.

## 특징과 맛
보글보글 부대찌개면은 부대찌개를 모체로 하여 만든 라면인만큼 맛이 얼큰한 것이 특징이다. 햄과 건더기를 넣어 부대찌개의 느낌이 나게 만든 라면으로 콩나물 맛을 더 첨가하여 더욱 얼큰하고 개운한 맛을 나게 만들었다. 그 햄 외에도 김치, 파, 고추를 더 넣은 것이 특징으로 국물 자체의 맛은 상당히 독특한 것이 특징이다. 1999년에 가장 먼저 시판이 되었으며 이후 2011년에 단종이 되었다가 2016년부터 다시 판매를 재개하여 지금까지 유통되는 라면이다. 현재에는 사발면 형식의 라면도 출시가 되었으며 편의점에서 작은 라면으로 살 때는 1160원, 1810원에 판매하며 상자로 파는 멀티팩은 38920원에 판매한다.

## 같이 보기
- 농심
- 라면
- 부대찌개